# کربامویل آسپارتیک اسید
کربامویل آسپارتیک اسید (به انگلیسی: Carbamoyl aspartic acid) با فرمول شیمیایی C5H8N2O5 یک ترکیب شیمیایی با شناسه پاب‌کم 279 است. که جرم مولی آن ۱۷۶٫۱۲۷ گرم بر مول می‌باشد. 